# Liste noire de Hollywood
Pour les articles homonymes, voir Liste noire (homonymie).

Littérature anticommuniste américaine typique des années 1950, traitant spécifiquement de l'industrie du divertissement.

La liste noire de Hollywood (en anglais : Hollywood blacklist) est une liste d’artistes à qui les studios hollywoodiens refusaient tout emploi, parce qu’ils les soupçonnaient de sympathie avec le Parti communiste américain. Elle est créée le 25 novembre 1947 à la suite d'une annonce de la Motion Picture Association of America (MPAA), au tout début de la guerre froide et en pleine Peur rouge. Son impact sur le monde cinématographique est essentiellement ressenti à Hollywood mais également à d'autres endroits, aux États-Unis comme à l'étranger.
Tout au long de son existence, et y compris lorsqu'elle est la plus médiatisée entre la fin des années 1940 et la fin des années 1950, la liste noire est rarement rendue publique dans son intégralité, et les sources prouvant que les artistes aient eu un lien direct ou indirect avec le parti ne sont souvent pas mentionnées ni vérifiables. Elle est donc la conséquence de multiples décisions individuelles et unilatérales prises par les directeurs de studios et pas le résultat d'une législation nationale ou locale. Au-delà de l'impact sur l'industrie, elle a également causé de nombreux dommages aux carrières ou à la rémunération de plusieurs artistes performant à la télévision, à la radio ou au cinéma tels que Charlie Chaplin, mis sur la liste au début des années 1950 et contraint à quitter les États-Unis en 1952.
Bien que la liste noire n'ait pas de date officielle de disparition, il est largement considéré qu'elle ait été supprimée vers 1960, lorsque Dalton Trumbo – un ancien membre du parti de 1943 à 1948, et également membre des « Hollywood Ten » – est publiquement embauché par le réalisateur Otto Preminger afin d'écrire le scénario d'Exodus (1960). Plusieurs mois plus tard, l'acteur Kirk Douglas déclare que Trumbo avait également écrit le scénario de Spartacus (1960). Malgré le retour de Trumbo en 1960, la liste continue à avoir des effets pendant tout le reste des années 1960. Au cours des années 1950, la plupart furent obligés, pour survivre, de travailler clandestinement, souvent sous couvert d'un prête-nom comme Michael Wilson ou le couple Ben et Norma Barzman. Ceux qui ont accepté de quitter le parti et de donner les noms de leurs amis communistes ont également pu travailler à nouveau, comme Elia Kazan et Edward Dmytryk. Le plus souvent, les interrogatoires ont lieu entre les accusés et un groupe de membres du Congrès américain ou d'agents du FBI.

## Histoire

### Contexte
La liste noire d'Hollywood trouve son origine dans une succession d'événements entre les années 1930 et le début des années 1940, dont la Grande Dépression, la guerre civile espagnole et les accords américano-soviétiques de la fin de la Seconde Guerre mondiale. Les difficultés économiques couplées à la montée du fascisme dans le monde provoquent une augmentation du nombre d'adhérents au Parti communiste des États-Unis d'Amérique (CPUSA). Leur nombre est inférieur à 20 000 jusqu'en 1933, puis augmente de manière constante jusqu'à atteindre 66 000 membres en 1939. Bien que le CPUSA ait connu une perte relative de popularité après les procès de Moscou de 1936-1938 et le pacte germano-soviétique de 1939, le nombre d'adhérents reste toujours bien supérieur à son niveau d'avant 1933.
Dans ce contexte, le gouvernement américain commence à s'intéresser aux possibles liens entre le Parti communiste et Hollywood. Sous la direction du membre de la Chambre des représentants Martin Dies Jr., la Commission des activités antiaméricaines de la Chambre des représentants (HUAC) créée spécifiquement pour l'occasion publie en 1938 un rapport affirmant l'omniprésence du communisme dans l'industrie cinématographique. Deux ans plus tard, Dies obtient le témoignage d'un ancien membre du Parti communiste, John L. Leech, qui désigne quarante-deux professionnels de l'industrie comme étant communistes. Après que Leech ait répété ces dénonciations en toute confidentialité devant un grand jury de Los Angeles, de nombreux noms sont divulgués à la presse, notamment ceux de Humphrey Bogart, James Cagney, Katharine Hepburn, Melvyn Douglas et Fredric March. Dies déclare alors qu'il « innocenterait » tous ceux qui coopéraient en le rencontrant lors d'une « séance exécutive ». Dans les deux semaines qui suivent, toutes les personnes figurant sur la liste – à l'exception de l'actrice Jean Muir – ont rencontré le président de la HUAC. Dies « blanchit » tous les accusés à l'exception de l'acteur Lionel Stander qui est en conséquence renvoyé par le studio de cinéma Republic Pictures où il travaillait sous contrat.
Deux grèves majeures menées dans l'industrie cinématographique dans les années 1930 exacerbent les tensions entre les producteurs d'Hollywood et les employés syndiqués, en particulier ceux de la Screen Writers Guild (en) créée en 1933. En 1941, le producteur Walt Disney fait paraître une annonce dans le magazine Variety dans laquelle il déclare sa conviction que « l'agitation communiste » est à l'origine de la grève des dessinateurs et des animateurs. D'après les historiens Larry Ceplair et Steven Englund, « en réalité, la grève résultait du paternalisme autoritaire, de l'autoritarisme et de l'insensibilité de Disney ». Motivé par l'appel lancé par Disney, le sénateur californien Jack Tenney, président de la Sous-commission d'enquête du Sénat de Californie sur les activités anti-américaines (en) (CUAC), lance une enquête sur les « Rouges dans les films ». L'enquête est un échec et est moquée par le Variety.
L'entente entre les États-Unis et l'Union soviétique pendant la Seconde Guerre mondiale apporte au PCUSA une crédibilité nouvelle. Au cours du conflit, le nombre d'adhérents atteint les 50 000. Cependant, dès la fin des hostilités, sa perception change de nouveau : le communisme devient de plus en plus une source de craintes et de haine pour les Américains. En 1945, Gerald L. K. Smith (en), fondateur du parti néofasciste America First Party (en), commence à prononcer des discours attaquant les « Juifs russes à l'esprit étranger présents à Hollywood ». Le représentant du Mississippi John E. Rankin (en), membre du HUAC, tient une conférence de presse pour déclarer que « l'un des complots les plus dangereux jamais fomentés pour renverser le gouvernement a son siège à Hollywood ... le plus grand foyer d'activités subversives aux États-Unis ». Rankin promet ensuite : « Nous sommes désormais sur la piste de la tarentule, et nous allons aller jusqu'au bout »,.
Les rapports sur la répression soviétique en Europe de l'Est et en Europe centrale au lendemain de la Seconde Guerre mondiale alimentent la « Peur rouge ». La croissance de l'influence politique conservatrice et le triomphe des Républicains aux élections de mi-mandat de 1946, qui obtiennent le contrôle de la Chambre des représentants et du Sénat, conduisent à une renaissance majeure de l'activité anticommuniste institutionnelle, menée publiquement par la HUAC et avec le soutien des enquêteurs du FBI et de son premier directeur J. Edgar Hoover. L'année suivante, la Motion Picture Alliance for the Preservation of American Ideals (MPA), un groupe cofondé par James Kevin McGuinness, publie une brochure écrite par Ayn Rand et intitulée « Screen Guide for Americans ». Il conseille aux producteurs d'éviter les « références communistes subtiles » dans leurs films. Les manières de réaliser ce conseil sont précisées par plusieurs instructions volontairement floues et vagues telles que « Ne salissez pas le système de libre entreprise », « Ne salissez pas les industriels », « Ne salissez pas la richesse », « Ne salissez pas la motivation du profit », « Ne déifiez pas “l'homme ordinaire” » et « Ne glorifiez pas le collectif ».

### Premières accusations publiques (1946-1947)
Le 29 juillet 1946, William Wilkerson (en), éditeur et fondateur du Hollywood Reporter, intitule sa chronique « Un vote pour Joe Staline »,.  Dans cette chronique, Wilkerson cite comme sympathisants communistes Dalton Trumbo, Maurice Rapf, Lester Cole, Howard Koch, Harold Buchman, John Wexley, Ring Lardner Jr., Harold Salemson (en), Henry Meyers, Theodore Strauss et John Howard Lawson. Au cours des deux mois suivants, Wilkerson publie d'autres chroniques contenant les noms d'autres communistes présumés et de « compagnons de route » travaillant à Hollywood. Sa chronique quotidienne est par la suite surnommée la « Liste noire de Billy » ou simplement la « Liste de Billy »,,.  À la mort de Wilkerson en 1962, l'article qui lui est dédié dans le Hollywood Reporter indique qu'il avait « donné des noms, des pseudonymes et des numéros de carte et qu'il était largement reconnu comme le principal protagoniste de l'anticommunisme dans la production hollywoodienne – quelque chose que les syndicats du cinéma étrangers n'ont pas été en mesure de faire »,.  Dans un article publié en 2012, le fils de Wilkerson présente ses excuses publiques pour le rôle du journal dans l'établissement de la liste noire d'Hollywood et ajoute que son père souhaitait alors venger sa propre ambition contrariée de posséder un studio de cinéma.
À la fin du mois de septembre 1947, en s'appuyant sur les listes fournies par le Hollywood Reporter, la HUAC convoque 42 personnes travaillant dans l'industrie cinématographique afin qu'ils puissent témoigner lors d'auditions. La HUAC avait alors déclaré son intention de vérifier si des agents communistes pouvaient avoir incorporé de la propagande dans des films américains.
Parmi les personnes citées à comparaître par la HUAC, 23 sont considérées comme « amicales ». Certaines d'entre elles avaient déjà témoigné lors de séances à huis clos conduites par la HUAC à Los Angeles. Les audiences menées en octobre à Washington débutent par la comparution de 14 témoins amicaux, parmi lesquels Walt Disney, Jack Warner, Gary Cooper, Ronald Reagan, Robert Taylor et Adolphe Menjou. Disney affirme que la menace communiste dans l'industrie cinématographique était sérieuse et désigne d'anciens employés comme étant de probables communistes. Reagan, qui était alors président de la Screen Actors Guild, déclare qu'une petite clique au sein de son syndicat utilisait des « tactiques de type communiste » pour tenter d'orienter la politique du syndicat, mais qu'il ne savait pas si ces membres (non nommés) étaient communistes ou non, et qu'en tout cas il pensait que le syndicat les contrôlait,. Adolphe Menjou déclare quant à lui : « Je suis un chasseur de sorcières si les sorcières sont communistes. Je suis un chasseur de rouges. Je voudrais les voir tous revenir en Russie »,.
Contrairement aux témoins amicaux, d'autres personnalités hollywoodiennes de premier plan dont les réalisateurs John Huston, Billy Wilder et William Wyler ainsi que les acteurs Lauren Bacall, Lucille Ball, Humphrey Bogart, Bette Davis, Henry Fonda, John Garfield, Judy Garland, Sterling Hayden, Katharine Hepburn, Danny Kaye, Gene Kelly, Myrna Loy et Edward G. Robinson, protestent contre le HUAC et fondent le Comité pour le Premier amendement (en) (CFA). Une importante délégation du CFA se rend à Washington par avion en octobre pour exprimer son opposition au harcèlement politique du gouvernement à l'égard de l'industrie cinématographique. Quelques membres du CFA, dont Hayden, assurent à Bogart qu'ils ne sont pas communistes. Au cours des audiences du HUAC, un journal local de Washington rapporte que Hayden était en fait communiste. Après son retour à Hollywood, Bogart lança à Danny Kaye : « Vous, bande d'enfoirés, vous m'avez trahi »,. Sous la pression des studios Warner Bros. et afin de se détacher des prétendus Hollywood Reds, Bogart rédige une déclaration publiée dans les journaux de la Hearst Corporation sous le titre « As Bogart Sees It Now » qui ne dénonçait pas le CFA mais affirmait que son voyage à Washington avait été « mal avisé, voire stupide »,. Après cet évènement, Billy Wilder annonce son retrait du CFA et appelle les autres membres du comité à le suivre.
Outre les 23 témoins amicaux, 19 témoins « inamicaux » ou « hostiles » ont choisi de ne pas coopérer avec la HUAC. Parmi eux, beaucoup étaient considérés comme des membres du PCUSA. Treize d'entre eux étaient de confession juive. Les audiences des « Dix-neuf d'Hollywood » débutent le lundi 27 octobre 1947 et bénéficient d'une très large couverture médiatique.
Finalement, seuls 11 des 19 témoins sont appelés à témoigner. Parmi eux, le dramaturge Bertolt Brecht décide de répondre de manière évasive aux questions de la HUAC avant de quitter les États-Unis le lendemain et de ne jamais y revenir,. Les dix autres refusent de dire s'ils étaient membres de la Screen Writers Guild ou du CPUSA, invoquant leurs libertés d'expression, d'opinion et d'association garanties par le Premier amendement. La plupart des dix contestent également la légitimité de la commission. John Howard Lawson déclare lors de son audition : « Je ne suis pas jugé ici, M. le Président. Cette commission est jugée ici devant le peuple américain. Mettons les choses au clair »,. Parmi les questions auxquelles ils refusent de répondre se trouve : « Êtes-vous actuellement, ou avez-vous déjà été, membre du Parti communiste ? »,,. La HUAC accuse formellement les dix hommes d'outrage au Congrès (en) et entame des poursuites pénales à leur encontre devant la Chambre des représentants.
À la lumière du refus de ceux que la presse surnomme à présent les « Dix d'Hollywood » de répondre aux questions de la HUAC (et d'avoir tenté de rendre le travail de la commission anticonstitutionnel), la pression politique s'accroit sur l'industrie cinématographique afin qu'elle démontre sa bonne foi « antisubversive ». Tard dans les audiences, Eric Johnston, président de la Motion Picture Association of America (MPAA), jure devant la commission qu'il n'emploierait jamais « aucun communiste avéré ou avoué parce qu'ils ne sont qu'une force perturbatrice, et je ne veux pas qu'ils soient là ».
Le 17 novembre, la Screen Actors Guild vote pour que ses dirigeants prêtent serment de loyauté et affirment qu'ils ne sont pas communistes. Le 24 novembre, la Chambre des représentants adopte par 346 voix contre 17 sa volonté de poursuivre les Dix d'Hollywood pour outrage au Congrès. Le lendemain, après une réunion de 50 dirigeants de l'industrie cinématographique à l'hôtel Waldorf-Astoria de New York, le président de la MPAA publie un communiqué de presse aujourd'hui appelé déclaration Waldorf (en). La déclaration stipule que les dix témoins seraient licenciés ou suspendus sans salaire et ne seraient pas réembauchés tant qu'ils ne seraient pas innocentés des accusations d'outrage et n'auraient pas juré qu'ils n'étaient pas communistes. Il s'agit de la première liste noire d'Hollywood.

### Dix d'Hollywood

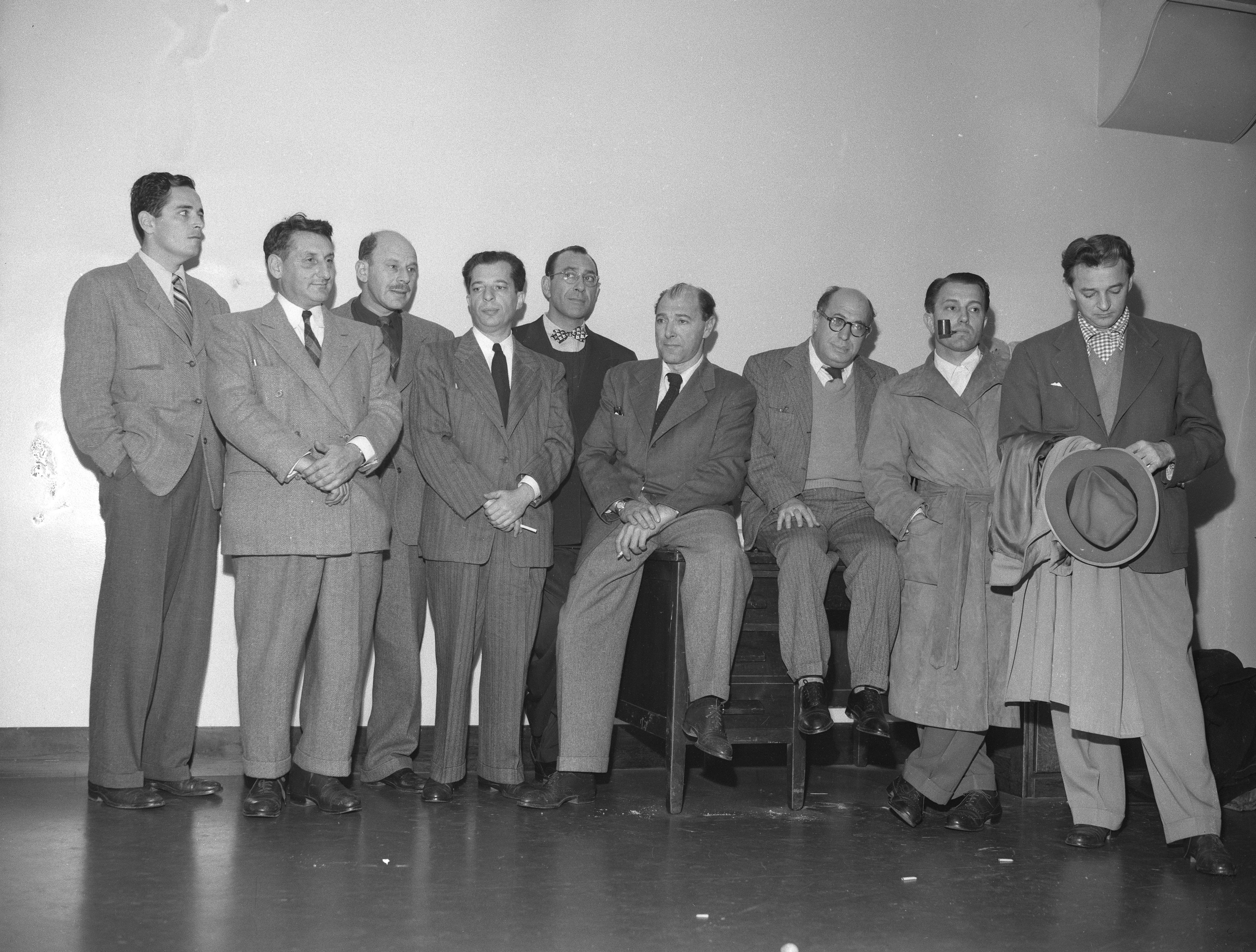
Neuf des Dix d'Hollywood le 10 décembre 1947, sans Dalton Trumbo.

La première liste noire d’Hollywood est donc instituée le 25 novembre 1947, le lendemain de l'officialisation de la poursuite de dix scénaristes et réalisateurs de gauche pour outrage au Congrès pour avoir refusé de répondre aux questions de la HUAC. Les hommes concernés sont Alvah Bessie, Herbert J. Biberman, Lester Cole, Edward Dmytryk, Ring Lardner Jr., John Howard Lawson, Albert Maltz, Samuel Ornitz, Adrian Scott et Dalton Trumbo. L'accusation criminelle portée par la HUAC et validée par la Chambre des représentants a conduit à un procès et des condamnations très médiatisés, avec un maximum d’un an de prison en plus d’une amende de 1 000 $ (soit 12 700 $ en 2015).
L'action du Congrès conduit plusieurs dirigeants de studios, agissant sous l'égide de l'Association of Motion Picture Producers, à suspendre sans compensation ces dix artistes – initialement surnommés les « Dix inamicaux » puis les « Dix d'Hollywood » – et à promettre que « désormais aucun communiste ou autre subversif ne serait « sciemment » employé à Hollywood »,. La liste noire s'est finalement étendue au-delà des dix premiers noms pour en atteindre des centaines. Le 22 juin 1950, un livre intitulé Red Channels (en) est publié. Il désigne 151 professionnels de l'industrie du divertissement comme des « fascistes rouges ou leurs sympathisants » ayant infiltré la radio et la télévision,. Peu après, les personnes nommées ainsi qu'un grand nombre d'autres artistes sont exclues du secteur du divertissement.

### Expansion de la liste (1948-1950)
Les auditions de la HUAC ne parviennent pas à prouver qu'Hollywood diffuse secrètement de la propagande communiste, mais l'industrie cinématographique est néanmoins transformée par cet évènement. Parmi ses conséquences, Floyd Odlum (en), le principal propriétaire de RKO Pictures, décide de quitter l'industrie. Son studio est alors racheté par Howard Hughes. Quelques semaines après sa prise de fonction en mai 1948, Hughes licencie la plupart des employés de RKO et ferme presque totalement le studio pendant six mois, le temps de se faire son avis sur les opinions politiques des employés restants. Lorsque RKO reprend la production, Hughes décide de mener le procès antitrust de Hollywood contre le système des studios. Il s'agit d'une étape cruciale dans l'effondrement de ce système qui dominait Hollywood depuis près d'un quart de siècle.
Au début de l'année 1948, les Dix d'Hollywood sont condamnés pour outrage. Après une série d'appels infructueux, l'affaire arrive devant la Cour suprême. Parmi les documents déposés pour la défense des dix hommes figurait une lettre d'amicus curiae signée par 204 professionnels d'Hollywood. Après que le tribunal ait refusé de l'examiner et validé le jugement, les accusés sont emprisonnés en 1950. Le scénariste Dalton Trumbo déclare lors d'une interview pour le film documentaire Hollywood On Trial (1976) :
« En ce qui me concerne, c'était un verdict tout à fait juste. J'avais du mépris pour ce Congrès et j'ai eu du mépris pour plusieurs autres depuis. Et sur la base de la culpabilité ou de l'innocence, je n'ai jamais vraiment pu me plaindre. Qu'il s'agisse d'un crime ou d'un délit était ma plainte, ma plainte »,.

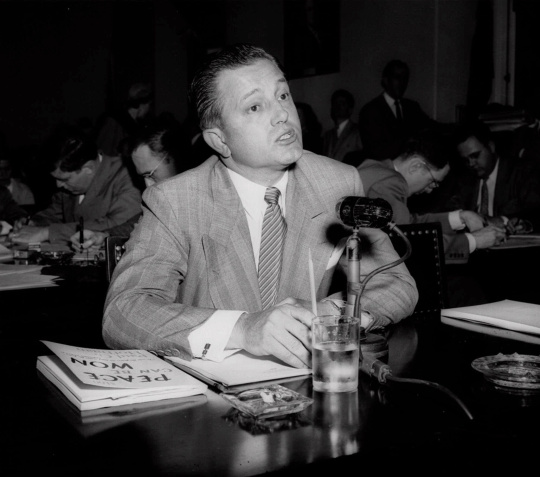
Edward Dmytryk témoignant devant la HUAC le 25 avril 1951 à Washington.

En septembre 1950, Edward Dmytryk, membre des Dix d'Hollywood, avoue avoir été communiste et dit être prêt à apporter des preuves que d'autres personnes l'ont également été. Il est libéré de prison plus tôt que prévu. Après son audition devant la HUAC en 1951, il reprend sa carrière de réalisateur.
Les neuf autres ont préférer garder le silence et la plupart n'ont pas pu retrouver de travail dans l'industrie cinématographique ou télévisuelle américaine pendant de nombreuses années. Adrian Scott, qui avait produit quatre films de Dmytryk – Adieu, ma belle, Pris au piège, So Well Remembered et Feux croisés – était l'un de ceux cités par son ancien ami. Scott n'est réapparu à l'écran qu'en 1972 et il n'a jamais produit d'autre long métrage. Certains scénaristes inscrits sur la liste noire sont parvenus à travailler en catimini, en utilisant des pseudonymes ou en se cachant derrière le nom d'un ami qui se faisait passer pour le vrai scénariste (ceux qui autorisaient que leur nom soit utilisé de cette façon étaient appelés des « façades »).
Parmi les 204 signataires de la lettre d'amicus curiae destinée aux Dix d'Hollywood, 84 étaient eux-mêmes inscrits sur la liste noire. Humphrey Bogart, qui avait été un membre clé du CFA, rédige un essai qu'il publie dans le numéro de mai 1948 du magazine Photoplay, dans lequel il nie vigoureusement être ou avoir été un sympathisant communiste. Le Comité Tenney, qui s'opposait également au communisme dans la société américaine, convoque l'auteur-compositeur Ira Gershwin afin qu'il explique son implication dans le CFA, car sa seule implication était suffisante pour éveiller les soupçons.
Plusieurs ONG participent à l'application et à l'élargissement de la liste noire. L'American Legion, un groupe conservateur d'anciens combattants, joue un rôle déterminant dans la pression exercée sur les studios pour qu'ils bannissent les communistes et leurs compagnons de route. En 1949, elle publie sa propre liste noire contenant 128 noms qu'elle accuse d'avoir fait partie de la « conspiration communiste ». Parmi eux se trouvent celui de la dramaturge Lillian Hellman. Elle avait alors écrit ou contribué aux scénarios d'environ dix films. Plus aucun studio hollywoodien ne l'embauche avant 1966.
Un autre groupe influent est l'American Business Consultants Inc., fondé en 1947. Dans les informations présentes dans le formulaire d'abonnement à sa publication hebdomadaire Counterattack, décrite comme « La lettre d'information des faits pour combattre le communisme », elle déclarait être dirigée par « un groupe d'anciens membres du FBI. Elle n'a aucune affiliation avec une quelconque agence gouvernementale ». Malgré cette affirmation, il semble que les rédacteurs de Counterattack avaient un accès direct aux dossiers du FBI et du HUAC. Cette pratique est rendue largement publique lors de la publication de Red Channels en juin 1950 par Counterattack. Ce livre répertorie 151 personnes issues du journalisme, du divertissement et de la radiodiffusion, et prouvait leur lien avec le communisme grâce à des documents. Quelques-unes des personnes nommées, comme Lillian Hellman, ont perdu leur emploi en conséquence et ont eu de grandes difficultés à en retrouver un par la suite. La publication de Red Channels permet d'agrandir encore le nombre de personnes inscrites sur la liste noire. Cette année-là, CBS établit un serment de loyauté qu'elle exige de tous ses employés.
Jean Muir est la première artiste à perdre son emploi à la suite des dénonciations de Red Channels. Elle est immédiatement retirée de la sitcom The Aldrich Family dans laquelle elle avait été choisie pour jouer le rôle de Mme Aldrich. NBC avait reçu entre 20 et 30 appels téléphoniques protestant contre sa présence dans l'émission. General Foods, le sponsor, menaçait de se retirer si les « personnes controversées » étaient présentes. Bien que la société ait plus tard reçu des milliers d'appels protestant contre cette décision, celle-ci n'a pas été annulée.

### Retour de la HUAC (1951-1952)
En 1951, avec le Congrès américain désormais sous contrôle des Démocrates, la HUAC initie une seconde vague d'auditions sur le communisme à Hollywood. Comme l'a déclaré l'acteur Larry Parks devant le comité :
« Ne me donnez pas le choix entre me rendre coupable d'outrage à ce comité et aller en prison ou me forcer à ramper dans la boue pour devenir un informateur. Dans quel but ? Je ne pense pas que ce soit un choix du tout. Je ne pense pas que ce soit vraiment sportif. Je ne pense pas que ce soit américain. Je ne pense pas que ce soit la justice américaine »,.
Parks a finalement témoigné, devenant à contrecœur un « témoin amical », et est malgré tout inscrit sur la liste noire.
Les tactiques juridiques des personnes refusant de témoigner ont changé à cette époque. Au lieu de s'appuyer sur le Premier amendement, elles invoquaient le Cinquième qui les protégeait de l'auto-incrimination (même si, comme auparavant, l'appartenance au Parti communiste n'était pas illégale). Si cela permettait généralement à un témoin d'éviter de « citer des noms » sans être inculpé pour outrage au Congrès, « invoquer le Cinquième amendement » dans son témoignage devant la HUAC garantissait l'inscription sur la liste noire.
Les historiens font parfois une distinction entre la « liste noire officielle » – les noms des personnes convoquées par la HUAC et qui, d’une manière ou d’une autre, ont refusé de coopérer ou ont été identifiés comme communistes lors des audiences – et la « liste grise » – ceux que l'industrie refuse d'employer en raison de leurs affiliations politiques ou personnelles, réelles ou supposées. Les conséquences de l’inscription sur l’une ou l’autre liste étaient en grande partie identiques. La liste grise fait également référence plus spécifiquement à ceux à qui les grands studios ont refusé du travail mais qui ont quand même pu trouver du travail chez Poverty Row : le compositeur Elmer Bernstein, par exemple, est convoqué devant la HUAC après qu’il ait écrit des critiques musicales pour un journal communiste. Après avoir refusé de donner des noms, soulignant qu’il n’avait jamais assisté à une réunion du Parti communiste, il a continué à composer de la musique pour des films tels que Cat-Women of the Moon (en),.
Si des artistes comme Larry Parks et Edward Dmytryk finissent par coopérer avec la HUAC, d’autres témoins amicaux donnent des témoignages préjudiciables avec moins d’hésitation ou de réticence apparente, notamment le réalisateur Elia Kazan et le scénariste Budd Schulberg. Leur empressement à décrire les affiliations politiques de leurs amis et collègues met un terme à des dizaines de carrières. Après avoir été dénoncées, un certain nombre d’artistes sont partis au Mexique ou en Europe pour trouver du travail. Le réalisateur Jules Dassin était l’un des réalisateurs les plus connus à s'être exilé d’Hollywood. Brièvement communiste, il quitte le parti en 1939. Il est inscrit sur la liste noire après que Dmytryk et son collègue cinéaste Frank Tuttle l’aient nommé lors d'audiences de la HUAC. Dassin déménage en France puis passe une grande partie de sa carrière en Grèce.

L'universitaire Thomas Doherty décrit comment les auditions ont permis d'inscrire sur la liste noire des personnes qui n'avaient jamais été actives politiquement, et encore moins soupçonnées d'être communistes :
« Le 21 mars 1951, le nom de l’acteur Lionel Stander fut prononcé par l’acteur Larry Parks lors de son témoignage devant la HUAC. « Connaissez-vous Lionel Stander ? », demanda l’avocat du comité Frank S. Tavenner. Parks répondit qu’il connaissait l’homme, mais qu’il n’avait aucune connaissance de ses affiliations politiques. Ni Parks ni le comité ne parlèrent plus de Stander – aucune accusation, aucune insinuation. Pourtant, le téléphone de Stander cessa de sonner. Avant le témoignage de Parks, Stander avait travaillé sur dix émissions de télévision au cours des 100 jours précédents. Après, plus rien. »,.
Lorsque Stander s'est présenté devant la HUAC, il a commencé par affirmer son soutien total à la lutte contre les activités « subversives » :
« Je connais un groupe de fanatiques qui tentent désespérément de saper la Constitution des États-Unis en privant les artistes et d’autres de la vie, de la liberté et de la recherche du bonheur sans procédure légale régulière … Je peux citer des noms et des exemples et je suis l’une des premières victimes de ce groupe… [Il s’agit] d’un groupe d’anciens fascistes, d’America First et d’antisémites, des gens qui détestent tout le monde, y compris les Noirs, les groupes minoritaires et très probablement eux-mêmes… Ces gens sont engagés dans une conspiration en dehors de toutes les procédures légales pour saper les concepts américains fondamentaux sur lesquels repose tout notre système démocratique. »,.
La chasse aux subversifs s'étend à toutes les branches de l'industrie du divertissement. Dans le domaine de l'animation, deux studios sont particulièrement touchés : United Productions of America (UPA), qui perd une grande partie de son personnel, et Tempo, basé à New York, qui disparait totalement après l'affaire. Les enquêtes de la HUAC ont parfois pour effet de détruire des familles. Par exemple, le scénariste Richard Collins est brièvement inscrit sur la liste noire, devient un témoin amical puis décide de quitter sa femme, l'actrice Dorothy Comingore, qui refusait de donner des noms. Après leur divorce, Collins obtient également la garde de leur fils. L'histoire de la famille est plus tard décrite dans le film La Liste noire (1991), dans lequel le personnage inspiré de Comingore « préfère se suicider plutôt que de subir un long effondrement mental ». De son côté, Comingore succombe à l'alcoolisme et meurt d'une maladie pulmonaire à l'âge de 58 ans. D'après les historiens Paul Buhle et David Wagner, « les accidents vasculaires cérébraux prématurés et les crises cardiaques étaient assez courants [parmi les personnes inscrites sur la liste noire], ainsi que la consommation excessive d'alcool comme forme de suicide à tempérament »,.
Malgré la forte médiatisation des auditions de la HUAC et les centaines d'entretiens réalisés, il est difficile voire impossible d’apporter la preuve que les communistes ont réellement utilisé les films hollywoodiens afin d'y promouvoir leur idéologie. Budd Schulberg a par exemple raconté comment le manuscrit de son roman What Makes Sammy Run? (en) (retranscrit par la suite en scénario) avait fait l’objet de critiques idéologiques de la part de John Howard Lawson, l’un des Dix d’Hollywood, dont il avait sollicité les commentaires. L’importance allouée à ces interactions est probablement exagérée. Comme le note l'historien Gerald Horne (en), de nombreux scénaristes hollywoodiens avaient rejoint ou s'étaient associés à la section locale du PCUSA non pas par allégeance au communisme, mais parce qu'elle « offrait un collectif à une profession empêtrée dans un isolement énorme devant la machine à écrire. Leur « Writers' Clinic » disposait d'un « conseil » informel de scénaristes respectés » – dont John Howard Lawson et Ring Lardner Jr. – « qui lisaient et commentaient tout scénario qui leur était soumis. Bien que leurs critiques puissent être nombreuses, cinglantes et (parfois) politiquement dogmatiques, l'auteur était entièrement libre de les accepter ou de les rejeter à sa guise sans encourir la moindre « conséquence » ou sanction »,. La plupart des preuves relevées par la HUAC dans les films ou les séries télévisées de l'influence communiste étaient fragiles. Parmi elles, un témoin a rapporté que Stander, alors qu'il jouait dans un film, sifflait l'air de L'Internationale pendant que son personnage attendait un ascenseur.
D'autres estiment que les communistes ont eu une influence sur l'industrie cinématographique à travers la suppression d'œuvres auxquelles ils s'opposaient politiquement. Dans un article du magazine Reason intitulé « Hollywood's Missing Movies », Kenneth Billingsley montre que Dalton Trumbo « s'est vanté » dans le Daily Worker d'avoir supprimé des films au contenu antisoviétique : parmi eux figuraient des projets d'adaptation des livres antitotalitaires d'Arthur Koestler Le Zéro et l'Infini et Le Yogi et le Commissaire (en) qui décrivaient la montée du communisme en Russie, et J'ai choisi la liberté de Victor Kravchenko. Les auteurs Ronald et Allis Radosh font une remarque similaire dans Red Star over Hollywood : d'après eux, les livres anticommunistes de premier plan n'avaient d'influence que « dans la rare sphère intellectuelle de la côte Est » et n'avaient pas obtenu la considération d'Hollywood.

### Apogée (1952-1956)
En 1952, la Screen Writers Guild, fondée en 1933 par trois futurs membres des Dix d'Hollywood, modifie ses attentes en ce qui concerne les crédits en autorisant les studios à omettre les noms des personnes qui ne se sont pas justifiées devant le Congrès. Cet accord permet d'éviter une reproduction de ce qu'il s'est passé en 1950. C'est aussi à cette époque que Dalton Trumbo, toujours sur la liste noire, est inscrit par inadvertance dans les crédits de l'écriture d'une histoire sur laquelle était basé le scénario d'Emergency Wedding (en) de Columbia Pictures. Au fil du temps, les « manquements » de ce genre ne se reproduisent plus. Plus aucune personne membre de la liste noire n'est créditée jusqu'en 1960. Par exemple, Albert Maltz avait écrit le scénario original de La Tunique au milieu des années 1940 mais son nom n'apparaît nulle part à la sortie du film en 1953.
Comme le note William O'Neill, la pression est maintenue y compris sur ceux qui avaient apparemment été innocentés :
« Le 27 décembre 1952, l'American Legion annonça qu'elle désapprouvait un nouveau film, Moulin Rouge, avec José Ferrer, qui n'était pas plus progressiste que des centaines d'autres acteurs et avait déjà été interrogé par la HUAC. Le film lui-même était basé sur la vie de Toulouse-Lautrec et était totalement apolitique. Neuf membres de la Legion avaient tout de même manifesté devant le film, ce qui avait donné lieu à la controverse. À ce moment-là, les gens ne prenaient plus aucun risque. Ferrer envoya immédiatement un télégramme au commandant national de la Legion pour lui dire qu'il serait heureux de rejoindre les vétérans dans leur “lutte contre le communisme” »,.
Les efforts du groupe ont contribué à inscrire de nombreux autres artistes sur la liste noire. En 1954, « le scénariste Louis Pollock, un homme sans opinions ou associations politiques connues, a soudainement vu sa carrière s'arrêter parce que l'American Legion l'a confondu avec Louis Pollack, un costumier californien, qui avait refusé de coopérer avec la HUAC »,. Orson Bean se souvient quant à lui avoir été brièvement placé sur la liste noire après avoir fréquenté une membre du Parti, bien qu'il adoptait personnellement des opinions politiques conservatrices.
Durant cette même période, plusieurs chroniqueurs de journaux influents dont Walter Winchell, Hedda Hopper, Victor Riesel (en), Jack O'Brian (en) et George Sokolsky (en), suggéraient régulièrement des noms à ajouter à la liste noire. L'acteur John Ireland a obtenu un règlement à l'amiable pour mettre fin à un procès intenté en 1954 contre l'agence de publicité Young & Rubicam qui lui avait ordonné de se retirer du rôle principal d'une série télévisée qu'elle sponsorisait. Variety décrit cet évènement comme « la première reconnaissance par l'industrie de ce qui était depuis un certain temps un secret de polichinelle – que la menace d'être étiqueté comme un non-conformiste politique, ou pire, a été utilisée contre des personnalités du show business, et qu'un système de sélection est en place pour déterminer la disponibilité de ces [acteurs] pour des rôles »,.
La liste noire d’Hollywood allait de pair depuis longtemps avec les activités de chasse aux communistes menées par le FBI de J. Edgar Hoover. Les opposants à la HUAC, comme l’avocat Bartley Crum (en) – qui défendait les membres des Dix d'Hollywood devant la commission – étaient eux-mêmes qualifiés de sympathisants communistes et visés par une enquête. Le FBI mettait sur écoute les téléphones de Crum, ouvrait son courrier et le plaçait sous surveillance permanente. Il perd la plupart de ses clients de ce fait, et, incapable de faire face au stress d’un harcèlement incessant, finit par se suicider en 1959. Intimider les partisans et diviser la gauche est progressivement devenu l’un des objectifs centraux des audiences de la HUAC. La collecte de fonds à des fins humanitaires autrefois populaire est rendue plus compliquée et, malgré la sympathie de nombreux acteurs de l’industrie, Hollywood n'apporte que très rarement son soutien à des causes telles que le mouvement des droits civiques ou l’opposition aux essais nucléaires,.
En 1956, Au cœur de la tempête est le premier film hollywoodien à s'attaquer ouvertement au maccarthysme. Bette Davis y « joue le rôle d'une bibliothécaire de petite ville qui refuse, par principe, de retirer un livre intitulé Le rêve communiste des étagères lorsque le conseil local le juge subversif »,. Le cinéma dépeint la liste noire de différentes manières. Comme le décrit l'historien du cinéma James Chapman, « Carl Foreman, qui avait refusé de témoigner devant le comité, a écrit le western Le train sifflera trois fois (1952), dans lequel un marshal de la ville (joué, ironiquement, par le témoin amical Gary Cooper) se retrouve abandonné par les bons citoyens de Hadleyville (autrement dit Hollywood) lorsqu'une bande de hors-la-loi qui avait terrorisé la ville plusieurs années plus tôt (autrement dit la HUAC) revient »,. Le marshal nettoie Hadleyville, mais Foreman est contraint à partir en Europe pour trouver du travail.
Pendant ce temps, Elia Kazan et Budd Schulberg collaborent sur un film largement considéré comme une justification de leur dénonciation de collègues communistes. Sur les quais (1954) est l'un des films les plus récompensés de l'histoire d'Hollywood, remportant huit Oscars dont celui du meilleur film. Il est réalisé par Kazan d'après un scénario de Schulberg. L'acteur principal est Lee J. Cobb, également connu pour avoir cité de nombreux noms. D'après le Time Out Film Guide, le film est « miné » par son « plaidoyer spécial embarrassant en faveur des informateurs ».
Après sa sortie de prison, Herbert J. Biberman, membre des Dix d'Hollywood, réalise Le Sel de la terre (1954). Pour ce projet, il travaille avec l'Independent Productions Corporation nouvellement créée au Nouveau-Mexique, à distance des grands studios traditionnels, avec un groupe de professionnels inscrits sur la liste noire dont le producteur Paul Jarrico, le scénariste Michael Wilson et l'acteur Will Geer. Le film, qui traite d'une grève des mineurs américano-mexicains – avec une intrigue secondaire en avance sur son temps traitant de « la conscience féministe croissante des épouses des ouvriers » – est dénoncé comme faisant de la propagande communiste à la fin de son montage en 1953. Les distributeurs le boycottent, les journaux et les stations de radio refusent d'en faire la publicité et le syndicat des projectionnistes refuse de le diffuser. En 1954, seule une douzaine de cinémas aux États-Unis projettent Le Sel de la terre.

### Déclin et postérité (depuis 1957)
Le réalisateur Jules Dassin est l'un des premiers à défier avec succès la liste noire. Bien qu'il ait été dénoncé par Edward Dmytryk et Frank Tuttle au printemps 1951, Dassin parvient tout de même à diriger en décembre 1952 la comédie musicale Two's Company (en) avec Bette Davis. En juin 1956, son film Du rififi chez les hommes est présenté au Fine Arts Theater de New York et y est diffusé pendant 20 semaines.
John Henry Faulk joue un rôle clé dans la chute de la liste noire. Animateur d'une émission de radio humoristique, Faulk était également un militant de gauche actif au sein de la Fédération américaine des artistes de la télévision et de la radio (en). Il est l'objet d'une enquête menée par AWARE Inc., une société privée qui cherchait à trouver des signes de « déloyauté » et de sympathie avec le communisme. Considéré par AWARE comme déloyal, Faulk est renvoyé par CBS Radio. À l'inverse de la très grande majorité des victimes de la liste noire, il décide de poursuivre AWARE en justice. Bien que l'affaire, débutée en 1957, se soit déroulée pendant plusieurs années, elle était un symbole important de la résistance croissante au statu quo.
Les premiers signes du délitement de la liste noire apparaissent à la télévision, et tout particulièrement sur CBS. En 1957, l'acteur Norman Lloyd, inscrit sur la liste noire, est embauché par Alfred Hitchcock comme producteur associé pour la série Alfred Hitchcock présente, qui entamait alors sa troisième saison. Le 30 novembre 1958, une interprétation de Wonderful Town, basée sur des nouvelles écrites par Ruth McKenney (en), alors communiste, est diffusée sur CBS avec l'inscription d'Edward Chodorov (en) dans les crédits, lui aussi inscrit sur la liste noire, ainsi que de son partenaire littéraire, Joseph Fields. L'année suivante, l'actrice Betty Hutton insiste pour que le compositeur Jerry Fielding, inscrit sur la liste noire, soit embauché comme directeur musical pour sa nouvelle série, également diffusée sur CBS.
Le premier coup fatal porté à la liste noire d'Hollywood a lieu peu de temps après. Le 20 janvier 1960, le réalisateur Otto Preminger annonce publiquement que Dalton Trumbo, l'un des membres les plus connus des Dix d'Hollywood, serait le scénariste de son prochain film, Exodus. Six mois et demi plus tard, alors qu'Exodus n'est pas encore sorti, le New York Times rapporte qu'Universal Pictures inscrirait Trumbo dans les crédits pour son travail d'écriture sur Spartacus de Stanley Kubrick, une décision désormais reconnue comme une réponse à la volonté de la star du film, Kirk Douglas. Le 6 octobre, Spartacus est présenté en avant-première. Il s'agit du premier film à porter le nom de Trumbo depuis la publication d'Emergency Wedding en 1950. Entre 1947 et 1960, Trumbo a écrit ou co-écrit environ 17 films sans être crédité pour son travail. Exodus suit en décembre 1960, avec le nom de Trumbo dans les crédits.
John Henry Faulk remporte son procès en 1962. Avec cette décision de justice, les personnes ou collectifs ayant contribué à inscrire des noms sur la liste noire ou qui avaient refusé d'embaucher des artistes sur ce simple fait peuvent être considérées comme légalement responsables des dommages professionnels et financiers qu'ils ont causés. En conséquence, les publications « diffamatoires » telles que Counterattack sont pour la plupart supprimées. Malgré cela, un certain nombre de personnes inscrites sur liste noire comme Adrian Scott et Lillian Hellman sont restées persona non grata pendant plusieurs années supplémentaires. L'acteur Lionel Stander ne réapparait au grand écran qu'en 1965. Les scénaristes anciennement membres des Dix d'Hollywood John Howard Lawson et Lester Cole, qui n'ont pas renoncé au communisme, n'ont jamais été retirés de la liste noire,.
Certains de ceux qui avaient donné des noms, comme Elia Kazan et Budd Schulberg, ont déclaré pendant des décennies qu'ils avaient pris une décision éthiquement correcte. D'autres, comme l'acteur Lee J. Cobb et le réalisateur Michael Gordon, qui sont devenus des témoins amicaux après avoir témoigné devant la HUAC et ont été inscrits pendant un certain temps sur la liste noire, « ont concédé avec remords que leur plan était de nommer pour retrouver du travail »,. Certains « informateurs » ont été hantés par leur choix. En 1963, l'acteur Sterling Hayden déclarait :
« J'étais un rat, un débile, et les noms que j'ai cités de ces amis proches les a mis sur la liste noire et privés de leurs moyens de subsistance »,.
Les chercheurs Paul Buhle et Dave Wagner ajoutent que « l'on estimait généralement que Hayden s'était saoulé jusqu'à sombrer dans une dépression quasi suicidaire des décennies précédant sa mort en 1986 »,.
La Writers Guild poursuit la correction des crédits des films publiés des années 1950 au début des années 1960 afin de refléter correctement les contributions d'artistes inscrits sur la liste noire tels que Carl Foreman et Hugo Butler. Le 19 décembre 2011, afin de répondre à la demande du fils de Dalton Trumbo, Christopher Trumbo, Writers Guild confirme que le scénariste serait inscrit dans les crédits de la comédie romantique Vacances romaines (1953), près de soixante ans après sa sortie en salles.

## Personnes inscrites sur la liste noire

### Dix-neuf d'Hollywood
Le 27 septembre 1947, la HUAC assigne à comparaître les dix-neuf individus suivants, :
1. Alvah Bessie, scénariste
2. Herbert Biberman, scénariste et réalisateur
3. Lester Cole, scénariste
4. Edward Dmytryk, réalisateur
5. Ring Lardner Jr., scénariste
6. John Howard Lawson, scénariste
7. Albert Maltz, scénariste
8. Samuel Ornitz, scénariste
9. Adrian Scott, producteur et scénariste
10. Dalton Trumbo, scénariste
11. Bertolt Brecht, dramaturge et scénariste
12. Richard Collins, scénariste
13. Howard Koch, scénariste
14. Gordon Kahn, scénariste
15. Robert Rossen, scénariste et réalisateur
16. Waldo Salt, scénariste
17. Lewis Milestone, réalisateur
18. Irving Pichel, acteur et réalisateur
19. Larry Parks, acteur
Après les auditions et les différentes condamnations, les Dix-neuf d'Hollywood ne sont plus que 10, et sont surnommés les « Dix d'Hollywood ». Il s'agit des dix premières personnes de la liste ci-dessus.

### Autres inscriptions en 1947
- Hanns Eisler, compositeur
- Bernard Gordon (en), scénariste
- Joan LaCour Scott (en), scénariste
- Irving Lerner, monteur et réalisateur[98]

### Inscriptions de janvier 1948 à juin 1950
L'astérisque indique que l'artiste était également nommé dans les Red Channels.
- Ben Barzman, scénariste
- Paul Draper (en), acteur et danseur*
- Sheridan Gibney, scénariste
- Paul Green (en), dramaturge et scénariste
- Lillian Hellman, dramaturge et scénariste*
- Canada Lee, acteur
- Paul Robeson, acteur et chanteur
- Edwin Rolfe, poète et scénariste
- William Sweets, personnalité de la radio*
- Richard Wright, écrivain

### Dénoncées par lesRed Channels
D'après Schrecker (2002), p. 244 et Barnouw (1990), pp. 122–124.
- Larry Adler, acteur et musicien
- Luther Adler, acteur et réalisateur
- Stella Adler, actrice et enseignante
- Edith Atwater, actrice
- Howard Bay, scénographe
- Ralph Bell, acteur
- Leonard Bernstein, compositeur et chef d'orchestre
- Walter Bernstein, scénariste
- Michael Blankfort, scénariste
- Marc Blitzstein, compositeur
- True Boardman (en), scénariste
- Millen Brand (en), écrivain
- Oscar Brand (en), chanteur folk
- J. Edward Bromberg, acteur
- Himan Brown (en), producteur et réalisateur
- John Brown (en), acteur
- Abe Burrows (en), dramaturge et parolier
- Morris Carnovsky, acteur
- Vera Caspary, écrivaine
- Edward Chodorov (en), scénariste et producteur
- Jerome Chodorov, écrivain
- Mady Christians, actrice
- Lee J. Cobb, acteur
- Marc Connelly, dramaturge
- Aaron Copland, compositeur
- Norman Corwin, écrivain
- Howard Da Silva, acteur
- Roger De Koven (en), acteur
- Dean Dixon, chef d'orchestre
- Olin Downes, critique musical
- Alfred Drake, acteur et chanteur
- Paul Draper (en), acteur et danseur
- Howard Duff, acteur
- Clifford Durr (en), avocat
- Richard Dyer-Bennet (en), chanteur folklorique
- José Ferrer, acteur
- Louise Fitch (en), actrice
- Martin Gabel, acteur
- Arthur Gaeth (en), commentateur radio
- William S. Gailmor (en), journaliste et commentateur radio
- John Garfield, acteur
- Will Geer, acteur
- Jack Gilford, acteur et comédien
- Tom Glazer (en), chanteur folklorique
- Ruth Gordon, actrice et scénariste
- Lloyd Gough, acteur
- Morton Gould, pianiste et compositeur
- Shirley Graham Du Bois, écrivaine
- Ben Grauer (en), personnalité de la radio et de la télévision
- Mitchell Grayson, producteur et réalisateur radio
- Horace Grenell, chef d'orchestre et producteur de musique
- Uta Hagen, actrice et enseignante
- Dashiell Hammett, écrivain
- Yip Harburg, parolier
- Robert P. Heller, journaliste de télévision
- Lillian Hellman, dramaturge et scénariste
- Nat Hiken, écrivain et producteur
- Rose Hobart, actrice
- Judy Holliday, actrice et comédienne
- Roderick B. Holmgren, journaliste
- Lena Horne, chanteuse et actrice
- Langston Hughes, écrivain
- Marsha Hunt, actrice
- Leo Hurwitz, réalisateur
- Charles Irving, acteur
- Burl Ives, chanteur folk et acteur
- Sam Jaffe, acteur
- Leon Janney , acteur
- Joe Julian, acteur
- Garson Kanin, écrivain et réalisateur
- George Keane, acteur
- Donna Keath (en), actrice de radio
- Pert Kelton, actrice
- Alexander Kendrick (en), journaliste et auteur
- Adelaide Klein (en), actrice
- Felix Knight (en), chanteur et acteur
- Howard Koch, scénariste
- Tony Kraber, acteur
- Millard Lampell (en), scénariste
- John La Touche (en), musicien
- Arthur Laurents, écrivain
- Gypsy Rose Lee, actrice et romancière
- Madeline Lee (en), actrice[note 31]
- Ray Lev (en), pianiste classique
- Philip Loeb (en), acteur
- Ella Logan (en), actrice et chanteuse
- Alan Lomax, folkloriste et musicologue
- Avon Long, acteur et chanteur
- Joseph Losey, réalisateur
- Peter Lyon, scénariste de télévision
- Aline MacMahon, actrice
- Paul Mann (en), réalisateur et professeur
- Margo, actrice et danseuse
- Myron McCormick, acteur
- Paul McGrath, acteur radio
- Burgess Meredith, acteur
- Arthur Miller, dramaturge
- Henry Morgan (en), acteur
- Zero Mostel, acteur et comédien
- Jean Muir, actrice
- Meg Mundy (en), actrice
- Lyn Murray, compositrice et directrice de chœur
- Ben Myers, avocat
- Dorothy Parker, écrivaine
- Arnold Perl (en), producteur et écrivain
- Minerva Pious (en), actrice
- Samson Raphaelson, scénariste et dramaturge
- Bernard Reis, expert-comptable
- Anne Revere, actrice
- Kenneth Roberts, écrivain
- Earl Robinson, compositeur et parolier
- Edward G. Robinson, acteur
- William N. Robson (en), auteur pour la radio et la télévision
- Harold Rome, compositeur et parolier
- Norman Rosten (en), écrivain
- Selena Royle, actrice
- Coby Ruskin, réalisateur de télévision
- Robert St. John (en), journaliste, présentateur radio
- Hazel Scott, musicienne de jazz et de musique classique
- Pete Seeger, chanteur folk
- Lisa Sergio (en), personnalité radio
- Artie Shaw, musicien de jazz
- Irwin Shaw, écrivain
- Robert Lewis Shayon (en), ancien président de la guilde des réalisateurs de radio et de télévision
- Ann Shepherd (en), actrice
- William L. Shirer, journaliste, présentateur radio
- Allan Sloane (en), auteur radio et télévision
- Howard K. Smith (en), journaliste, présentateur radio
- Gale Sondergaard, actrice
- Hester Sondergaard (en), actrice
- Lionel Stander, acteur
- Johannes Steele (en), journaliste, commentateur radio
- Paul Stewart, acteur
- Elliott Sullivan (en), acteur
- William Sweets, personnalité de la radio
- Helen Tamiris, chorégraphe
- Betty Todd (en), réalisatrice
- Louis Untermeyer (en), poète
- Hilda Vaughn, actrice
- J. Raymond Walsh, commentateur radio
- Sam Wanamaker, acteur
- Theodore Ward (en), dramaturge
- Fredi Washington, acteur
- Margaret Webster (en), actrice, réalisatrice et productrice
- Orson Welles, acteur, écrivain et réalisateur
- Josh White, musicien de blues
- Irene Wicker (en), chanteuse et actrice
- Betty Winkler (en), actrice
- Martin Wolfson, acteur
- Lesley Woods (en), actrice
- Richard Yaffe (en), journaliste, animateur

### Inscriptions après juin 1950
- Eddie Albert, acteur
- Lew Amster, scénariste
- Richard Attenborough, acteur, réalisateur et producteur
- Norma Barzman, scénariste
- Sol Barzman, scénariste
- Orson Bean, acteur
- Albert Bein, scénariste
- Harry Belafonte, acteur et chanteur
- Barbara Bel Geddes, actrice
- Ben Bengal, scénariste
- Seymour Bennett (en), scénariste
- Leonardo Bercovici, scénariste
- Herschel Bernardi, acteur
- John Berry, acteur, scénariste et réalisateur
- Henry Blankfort (en), scénariste
- Laurie Blankfort, artiste
- Roman Bohnen, acteur
- Allen Boretz, scénariste et auteur-compositeur
- Phoebe Brand (en), actrice
- John Bright, scénariste
- Phil Brown, acteur
- Harold Buchman (en), scénariste
- Sidney Buchman, scénariste
- Luis Buñuel, réalisateur
- Val Burton, scénariste
- Hugo Butler, scénariste
- Alan Campbell (en), scénariste
- Cliff Carpenter (en), acteur
- Charlie Chaplin, acteur, réalisateur et producteur
- Maurice Clark, scénariste
- Richard Collins, scénariste
- Charles Collingwood (en), commentateur radio
- Dorothy Comingore, actrice
- George Corey, scénariste
- Irwin Corey, acteur et comédien
- Jeff Corey, acteur
- Oliver Crawford (en), scénariste
- John Cromwell, réalisateur
- Charles Dagget, animateur
- Danny Dare (en), chorégraphe
- Jules Dassin, réalisateur
- Ossie Davis, acteur
- Ruby Dee, actrice
- Dolores del Río, actrice
- Karen DeWolf (en), scénariste
- Howard Dimsdale, écrivain
- Ludwig Donath, acteur
- Arnaud d'Usseau, scénariste
- Phil Eastman (en), scénariste de bandes dessinées
- Leslie Edgley, scénariste
- Edward Eliscu (en), scénariste
- Faith Elliott, animatrice
- Cy Endfield, scénariste et réalisateur
- Guy Endore, scénariste
- Francis Edward Faragoh, scénariste
- Frances Farmer, actrice
- Howard Fast, écrivain
- John Henry Faulk, personnalité de la radio
- Jerry Fielding, compositeur
- Carl Foreman, producteur et scénariste
- Anne Froelick (en), scénariste
- Lester Fuller, scénariste et réalisateur
- Bert Gilden, scénariste
- Lee Gold, scénariste
- Harold Goldman, scénariste
- Michael Gordon, réalisateur
- Jay Gorney (en), scénariste
- Lee Grant, actrice
- Morton Grant, scénariste
- Anne Green, scénariste
- Jack T. Gross, producteur
- Margaret Gruen, scénariste
- David Hilberman (en), animateur
- Tamara Hovey, scénariste
- John Hubley, animateur
- Edward Huebsch (en), scénariste
- Ian McLellan Hunter, scénariste
- Kim Hunter, actrice
- John Ireland, acteur
- Daniel James, scénariste
- Paul Jarrico, producteur et scénariste
- Gordon Kahn, scénariste
- Victor Kilian, acteur
- Sidney Kingsley (en), dramaturge
- Alexander Knox, acteur
- Mickey Knox, acteur
- Lester Koenig (en), producteur de films et de disques
- Charles Korvin, acteur
- Hy Kraft (en), scénariste
- Connie Lee (en), scénariste
- Will Lee, acteur et comédien
- Robert Lees, scénariste
- Carl Lerner, monteur et réalisateur
- Irving Lerner, réalisateur
- Sam Levene, acteur
- Lewis Leverett, acteur
- Alfred Lewis Levitt (en), scénariste
- Helen Slote Levitt (en), scénariste
- Mitch Lindemann, scénariste
- Norman Lloyd, acteur
- Ben Maddow, scénariste
- Arnold Manoff (en), scénariste
- William Marshall, acteur
- John McGrew, animateur
- Ruth McKenney (en), écrivaine
- Bill Melendez, animateur
- John « Skins » Miller, acteur
- Paula Miller, actrice
- Josef Mischel, scénariste
- Karen Morley, actrice
- Henry Myers, scénariste
- Mortimer Offner (en), scénariste
- Alfred Palca, écrivain et producteur
- Larry Parks, acteur
- Leo Penn, acteur
- George Pepper (en), producteur
- Jeanette Pepper, économiste
- Irving Pichel, acteur et réalisateur
- Louis Pollock, scénariste
- Abraham Polonsky, scénariste et réalisateur
- William Pomerance (en), directeur de l'animation
- Vladimir Salomonovitch Pozner scénariste
- Stanley Prager (en), réalisateur
- John Randolph, acteur
- Maurice Rapf, scénariste
- Rosaura Revueltas, actrice
- Robert L. Richards (en), scénariste
- Frederic I. Rinaldo, scénariste
- Martin Ritt, acteur et réalisateur
- W. L. River, scénariste
- Marguerite Roberts, scénariste
- David Robison, scénariste
- Naomi Robison, actrice
- Louise Rousseau (en), scénariste
- Jean Rouverol, actrice et écrivain
- Shimen Ruskin, acteur
- Madeleine Ruthven (en), scénariste
- Waldo Salt, scénariste
- John Sanford, scénariste
- Bill Scott, doubleur et producteur
- Martha Scott, actrice
- Robert Shayne, acteur
- Joshua Shelley (en), acteur
- Madeleine Sherwood, actrice
- Reuben Ship (en), scénariste
- Viola Brothers Shore (en), scénariste
- Hilda Simms (en), actrice
- George Sklar (en), dramaturge
- Art Smith, acteur
- Louis Salomon, scénariste et producteur
- Ray Spencer (en), scénariste
- Janet Stevenson (en), écrivain
- Philip Stevenson (en), écrivain
- Donald Ogden Stewart, scénariste
- Arthur Strawn, scénariste
- Bess Taffel (en), scénariste
- Julius Tannenbaum, producteur
- Frank Tarloff, scénariste
- Shepard Traube, réalisateur et scénariste
- Dorothy Tree, actrice
- Paul Trivers, scénariste
- George Tyne (en), acteur
- Michael Uris, écrivain
- Peter Viertel, scénariste
- Salka Viertel, scénariste et actrice
- Bernard Vorhaus, réalisateur
- John Weber, producteur
- Richard Weil, scénariste
- Hannah Weinstein (en), productrice
- Haskell Wexler, directeur de la photographie
- John Wexley, scénariste
- Michael Wilson, scénariste
- Nedrick Young, acteur et scénariste
- Julian Zimet, scénariste